# رستم‌آباد (کنگاور)
رستم‌آباد روستایی در شرق استان کرمانشاه و از توابع شهرستان کنگاور است. از طرف شرق با فاصله پنج کیلومتر به روستای پل شکسته و علی‌آباد شهرستان اسدآباد همدان از سمت غرب با فاصله ۱۰ کیلومتر به شهرستان کنگاور از سمت شمال با فاصله چهار کیلومتر به روستای گردکانه و از سمت جنوب با فاصله جاده آسفالته کرمانشاه تهران به روستای رحمت آباد شهرستان گنگاور منتهی می‌شود.
محل قبلی روستا با فاصله سه کیلومتر در جنوب غربی محل کنونی آن دارای آثار تاریخی و باستانی می‌باشد که در میراث فرهنگی کشور نیز به ثبت رسیده‌اند. دارای چشمه‌ها و درختان کهن‌سال است.
دارای زیارتگاهی به نام دوازده امام است که بر فراز کوهی به همین نام قرار دارد.
جمعیت آن حدود ۶۰۰ نفر می‌باشد. 
دین اکثر مردم روستا شیعه می‌باشد
شغل اکثر مردم کشاورزی است. عده‌ای نیز دارای ماشین‌های سنگین حمل ونقل می‌باشند.
دارای آب لوله کشی -برق - تلفن - و گازکشی است 
مدرسه ابتدایی و راهنمایی دخترانه و پسرانه نیز دارد. دانش‌آموزان برای ادامه تحصیل در مقطع متوسطه به شهرستان کنگاور می‌روند.
در توابع شهرستان کنگاور دو رستم آباد وجود دارد رستم آباد بزرگ (رحمت آباد) که شرح آن گذشت و رستم آباد کوچک که در جنوب غربی شهرستان کنگاور است.

## منبع
جغرافیای طبیعی استان کرمانشاه (کتاب درسی سال دوم آموزش متوسطه عمومی)